# Alliance of Independent Recognised Members of Sport
L'Alliance des membres indépendants reconnus de sport (officiellement en anglais, Alliance of Independent Recognised Members of Sport. (AIMS), est une fédération sportive internationale défendant les intérêts des sports qui ne sont pas reconnus par le Comité international olympique.

## Membres
Selon les statuts, l’AIMS est composée des fédérations internationales qui étaient membres de SportAccord et sont reconnus par l'AIMS, mais ne sont pas membres de l’ASOIF (Association of Summer Olympic International Federations), de l’AIOWF (Association of International Olympic Winter Sports Federations) ou de l’ARISF (Association of the IOC-Recognized International Sports Federations).
En 2018, elle en compte 22 fédérations à la suite de l'acceptation de Fédération mondiale du bras de fer.
| Sport                         | Fédération                                                       |
| ----------------------------- | ---------------------------------------------------------------- |
| Aïkido                        | Fédération internationale d'aïkido (IAF)                         |
| Pêche sportive                | Confédération internationale de la pêche sportive (CIPS)         |
| Bras de fer                   | Fédération mondiale de bras de fer (WAF)                         |
| Culturisme                    | Fédération internationale de bodybuilding et fitness (IFBB)      |
| Casting                       | Fédération internationale de casting (ICSF)                      |
| Fléchettes                    | Fédération mondiale de fléchettes (WDF)                          |
| Dames                         | Fédération mondiale du jeu de dames (FMJD)                       |
| Bateau-dragon                 | Fédération internationale de bateau-dragon (IDBF)                |
| Fistball                      | Association internationale de fistball (IFA)                     |
| Go                            | Fédération internationale de go (IGF)                            |
| Ju-jitsu                      | Fédération internationale de ju-jitsu (JJIF)                     |
| Kendō                         | Fédération internationale de kendo (FIK)                         |
| Minigolf                      | Fédération mondiale de minigolf (WMF)                            |
| Force athlétique              | Fédération internationale de force athlétique (IPF)              |
| Savate                        | Fédération internationale de savate (FISav)                      |
| Sepak takraw                  | Fédération internationale de sepaktakraw (ISTAF)                 |
| Soft tennis                   | Fédération internationale de soft tennis (ISTF)                  |
| Teqball                       | Fédération internationale de Teqball (FITEQ)                     |
| Course de chiens de traîneaux | Fédération internationale des sports de traîneaux à chien (ISFF) |
| Tir sportif de vitesse        | International Practical Shooting Confederation (IPSC)            |
| Membres associés              |                                                                  |
| Football américain            | Fédération internationale de football américain (IFAF)           |
| Cheerleading                  | International Cheer Union (ICU)                                  |
| ultimate                      | Fédération mondiale de disque-volant (WFDF)                      |
| Eisstock                      | Fédération internationale d'eisstock (IFI)                       |
| Kick-boxing                   | Association mondiale des organisations de kickboxing (WAKO)      |
| Crosse                        | Fédération internationale de crosse (WL)                         |
| Muay-thaï                     | Fédération internationale de muay-thaï amateur (IFMA)            |
| Sambo                         | Fédération internationale de sambo (FIAS)                        |
| Ski de montagne               | Fédération internationale de ski-alpinisme (ISMF)                |